# Abdón Ubidia
Abdón Ubidia (Quito, 1944) est un écrivain équatorien.

## Biographie
Auteur de romans comme Bajo el mismo extraño cielo (1979), Sueño de lobo (1986), il a également publié plusieurs études portant sur la poésie populaire équatorienne (El cuento popular (1997), La poesia popular (1982). Influencé dans les années 1960 par le Tzantzismo, mouvement littéraire contestataire équatorien, il dirige au cours des années 1980 la revue palabra suelta. Il a remporté à deux reprises le prix national de littérature José Mejía, en 1979 et en 1986. En 2012, il reçoit la distinction la plus importante existant en Équateur, le prix Eugenio Espejo,,.